# Gebotener Fasttag
Gebotener Fasttag ist die Bezeichnung für bestimmte Tage des Kirchenjahres, an denen die römisch-katholische Kirche die Gläubigen vom vollendeten 18. Lebensjahr bis zum Beginn des 60. Lebensjahres zum Fasten verpflichtet.

## Bezeichnung
Im Katechismus der Katholischen Kirche heißt es zu den gebotenen Fasttagen im Rahmen der fünf Kirchengebote:

„Das fünfte Gebot („Du sollst die gebotenen Fasttage halten“) sichert die Zeiten der Entsagung und Buße, die uns auf die liturgischen Feste vorbereiten; sie tragen dazu bei, daß wir uns die Herrschaft über unsere Triebe und die Freiheit des Herzens erringen.“

## Fasten und Abstinenz
Die gebotenen Fasttage sind von Abstinenztagen zu unterscheiden, an denen Abstinenz von Fleischspeisen für alle Gläubigen ab dem 14. Lebensjahr geboten ist. An einem Fasttag sollen die Gläubigen sich mit einer einmaligen Sättigung begnügen, an einem Abstinenztag zusätzlich auf Fleischspeisen verzichten. Außerdem ist am Fasttag zu den beiden anderen Tischzeiten eine kleine Stärkung erlaubt. Fast- und Abstinenztage werden dabei von Mitternacht zu Mitternacht berechnet.
Der Codex Iuris Canonici von 1917 sprach dem Ortsordinarius (das ist in der Regel der Ortsbischof) das Recht zu, für ihren Bereich neben Feiertagen auch Fast- und Abstinenztage anzuordnen, jedoch nicht auf Dauer einzuführen, da dies nur dem Papst zusteht. Nach dem CIC von 1917 waren als Fast- und Abstinenztage alle Freitage und Samstage der Fastenzeit geboten, dazu die Quatembertage sowie die Vigiltage der Hochfeste Weihnachten, Pfingsten, Allerheiligen und der Aufnahme Mariens in den Himmel. Gebotene Fasttage waren darüber hinaus alle Tage der Fastenzeit mit Ausnahme der Sonntage, gebotene Abstinenztage alle Freitage des Kirchenjahres.
Die apostolische Konstitution Paenitemini Papst Pauls VI. regelte 1966 die Bestimmungen zum Fasten und zur Abstinenz neu. Can. 1251 des CIC von 1983 bestimmt nach den Maßgaben der jeweiligen Bischofskonferenz die Abstinenz von Fleischspeisen oder einer anderen Speise an allen Freitagen des Jahres, wenn nicht auf einen Freitag ein Hochfest fällt, sowie Abstinenz und Fasten an Aschermittwoch und Karfreitag.
An den Fast- und Abstinenztagen sollen sich die Gläubigen neben dem kirchenrechtlich gebotenen Fasten oder der Abstinenz „in besonderer Weise dem Gebet widmen, Werke der Frömmigkeit und der Caritas verrichten, sich selbst verleugnen, indem sie die ihnen eigenen Pflichten getreuer erfüllen“.